# جبل حارم

 جبل حارم، بلندترین نقطه در شبه جزیره مسندم است که در کشور عمان قرار دارد.
این کوه در ارتفاع ۲۰۸۷ متری سلسلهٔ کوه حجر واقع شده‌است و از نقاط گردشگری این کشور است.